# Gerardos de la tele
Los Gerardos de la tele fueron unos premios entregados en 2014 y 2015 a los profesionales de la televisión que, a lo largo del año, demostraron mayor incapacidad, falta de calidad e incompetencia en el desempeño de sus labores.
Se inspiraban en los Gérard de la télévision, que existen en Francia desde 2006 y son emitidos por la cadena Paris Première.
Los Gerardos de la tele eran organizados por el periodista hispano-francés Frede Royer, creador de los Gérard franceses, con el periodista Aitor Marín.
Los primeros Gerardos de la tele española se celebraron en Madrid el 15 de enero de 2014, premiando los programas de 2013. La segunda edición se celebró el 22 de enero de 2015.
Durante la ceremonia, un jurado de periodistas (de El País, 20 Minutos, Huffington Post, Cadena Ser, Periodista Digital…) suele entregar varios premios, en diversas categorías, a los peores programas y a los peores presentadores de las cadenas españolas.
El premio se entrega en forma de un ladrillo dorado.
En 2014, Chelo García-Cortés, de Sálvame, fue la única nominada en venir, aunque no fue galardonada.
Dani Mateo, de El Intermedio, se quejó al día siguiente por haberse quedado sin el premio al "Gerardo del mayor fracaso televisivo del año".
En 2015 acudieron los nominados François Gallardo y Josep Pedrerol. Este último recogió el "Gerardo al programa corto que aun así se hace demasiado largo" en representación de su programa Jugones. Al día siguiente, Frank Blanco mostró su premio a la "Personalidad televisiva sin ninguna personalidad" durante el programa Zapeando.

## Ganadores y nominados

### Peor serie nacional
| Año  | Serie                   | Protagonista          | Cadena    |
| ---- | ----------------------- | --------------------- | --------- |
| 2013 | Gran Reserva: El origen | Paula Echevarría      | La 1      |
| 2013 | Stamos okupa2           | Carmen Maura          | La 1      |
| 2013 | Vive cantando           | María Castro          | Antena 3  |
| 2013 | El don de Alba          | Patricia Montero      | Telecinco |
| 2014 | Bienvenidos al Lolita   | Natalia Verbeke       | Antena 3  |
| 2014 | Ciega a citas           | Teresa Hurtado de Ory | Cuatro    |
| 2014 | El Rey                  | Fernando Gil          | Telecinco |
| 2014 | Gym Tony                | Iván Massagué         | Cuatro    |

### Peor programa pseudomusical
| Año  | Programa            | Presentador   | Cadena    |
| ---- | ------------------- | ------------- | --------- |
| 2013 | Uno de los nuestros | Carlos Latre  | La 1      |
| 2013 | Tu cara me suena    | Manel Fuentes | Antena 3  |
| 2013 | La voz              | Jesús Vázquez | Telecinco |
| 2013 | El número uno       | Paula Vázquez | Antena 3  |

### Periodista deportivo que conoce lo que ocurre en la cabeza de los futbolistas y entrenadores de la Liga mejor que ellos mismos
| Año  | Presentador                | Programa        | Cadena          |
| ---- | -------------------------- | --------------- | --------------- |
| 2013 | Manu Carreño y Manolo Lama | Deportes Cuatro | Cuatro          |
| 2013 | Josep Pedrerol             | Jugones         | La Sexta        |
| 2013 | Enrique Marqués            | Tiki Taka       | Energy / Cuatro |
| 2013 | Juan Carlos Rivero         | Estudio Estadio | Teledeporte     |

### Peor reality show
| Año  | Programa                      | Presentador o protagonista | Cadena       |
| ---- | ----------------------------- | -------------------------- | ------------ |
| 2013 | Gandía Shore                  | Ylenia Padilla             | MTV          |
| 2013 | Gran Hermano catorce          | Mercedes Milá              | Telecinco    |
| 2013 | We Love Tamara                | Tamara Falcó               | Cosmopolitan |
| 2013 | Mujeres y hombres y viceversa | Emma García                | Telecinco    |

### Peor programa informativo
| Año  | Programa               | Presentador               | Cadena     |
| ---- | ---------------------- | ------------------------- | ---------- |
| 2013 | Telediario 1           | Pilar García Muñiz        | La 1       |
| 2013 | Telediario 2           | Ana Blanco y Marcos López | La 1       |
| 2013 | Informativos Telecinco | Pedro Piqueras            | Telecinco  |
| 2013 | Telenoticias 2         | María López               | Telemadrid |
| 2013 | Notícies 9             | Amàlia Sebastián          | Canal 9    |
| 2013 | Informe semanal        | Olga Lambea               | La 1       |

### Señora teñida de rubio que no conoce nada de la actualidad
| Año  | Colaboradora        | Programa | Cadena    |
| ---- | ------------------- | -------- | --------- |
| 2013 | Lydia Lozano        | Sálvame  | Telecinco |
| 2013 | Mila Ximénez        | Sálvame  | Telecinco |
| 2013 | Rosa Benito         | Sálvame  | Telecinco |
| 2013 | Chelo García-Cortés | Sálvame  | Telecinco |

### Peor tertuliano o colaborador
| Año                                                                                     | Colaborador                                                         | Programa                                                            | Cadena                                                              |
| Contertulio en programas de actualidad con las ideas más asquerosas                     | Contertulio en programas de actualidad con las ideas más asquerosas | Contertulio en programas de actualidad con las ideas más asquerosas | Contertulio en programas de actualidad con las ideas más asquerosas |
| --------------------------------------------------------------------------------------- | ------------------------------------------------------------------- | ------------------------------------------------------------------- | ------------------------------------------------------------------- |
| 2013                                                                                    | Francisco Marhuenda                                                 | Al rojo vivo / La Sexta Noche                                       | La Sexta                                                            |
| 2013                                                                                    | Eduardo García Serrano                                              | El gato al agua                                                     | Intereconomía                                                       |
| 2013                                                                                    | Edurne Uriarte                                                      | La Sexta Noche                                                      | La Sexta                                                            |
| 2013                                                                                    | Salvador Sostres                                                    | El gato al agua                                                     | Intereconomía                                                       |
| Colaborador o tertuliano que cree que por gritar más alto más razón tiene, pero tampoco |                                                                     |                                                                     |                                                                     |
| 2014                                                                                    | Belén Esteban                                                       | Sálvame                                                             | Telecinco                                                           |
| 2014                                                                                    | Alfonso Rojo                                                        | Al rojo vivo                                                        | La Sexta                                                            |
| 2014                                                                                    | Eduardo Inda                                                        | La Sexta Noche                                                      | La Sexta                                                            |
| 2014                                                                                    | Tomás Roncero                                                       | El chiringuito de Jugones                                           | Neox                                                                |

### Mayor fracaso
| Año                              | Programa                             | Presentador o protagonista       | Cadena                           |
| Mayor fracaso televisivo del año | Mayor fracaso televisivo del año     | Mayor fracaso televisivo del año | Mayor fracaso televisivo del año |
| -------------------------------- | ------------------------------------ | -------------------------------- | -------------------------------- |
| 2013                             | Mongolia sobre ruedas                | Mercedes Milá                    | Cuatro                           |
| 2013                             | Así nos va                           | Florentino Fernández             | La Sexta                         |
| 2013                             | El Intermedio: International Edition | Dani Mateo                       | La Sexta                         |
| 2013                             | +Gente                               | Anne Igartiburu                  | La 1                             |
| Mayor fracaso de la temporada    |                                      |                                  |                                  |
| 2014                             | Todo va bien                         | Xavi Rodríguez                   | Cuatro                           |
| 2014                             | Entre todos                          | Toñi Moreno                      | La 1                             |
| 2014                             | Un tiempo nuevo                      | Sandra Barneda                   | Telecinco                        |
| 2014                             | Dreamland                            | Cristian Sánchez                 | Cuatro                           |

### Peor presentadora
| Año  | Presentadora      | Programa                | Cadena    |
| ---- | ----------------- | ----------------------- | --------- |
| 2013 | Mariló Montero    | La mañana de La 1       | La 1      |
| 2013 | Paz Padilla       | Sálvame                 | Telecinco |
| 2013 | Ana Rosa Quintana | El programa de Ana Rosa | Telecinco |
| 2013 | Paula Vázquez     | El número uno           | Antena 3  |
| 2014 | Mariló Montero    | La mañana de La 1       | La 1      |
| 2014 | Inés Ballester    | Amigas y conocidas      | La 1      |
| 2014 | Toñi Moreno       | T con T                 | La 1      |
| 2014 | Paz Padilla       | Sálvame                 | Telecinco |

### Peor presentador
| Año  | Presentador    | Programa                                                 | Cadena    |
| ---- | -------------- | -------------------------------------------------------- | --------- |
| 2013 | Pablo Motos    | El hormiguero 3.0                                        | Antena 3  |
| 2013 | Pedro Piqueras | Informativos Telecinco                                   | Telecinco |
| 2013 | Manel Fuentes  | Tu cara me suena                                         | Antena 3  |
| 2013 | Josep Pedrerol | Jugones                                                  | La Sexta  |
| 2013 | Carlos Latre   | Uno de Los Nuestros                                      | La 1      |
| 2014 | Manel Fuentes  | Los viernes al show                                      | Antena 3  |
| 2014 | Nico Abad      | Retransmisiones del Campeonato del Mundo de Motociclismo | Telecinco |
| 2014 | Xavi Rodríguez | Todo va bien                                             | Cuatro    |
| 2014 | Joaquín Prat   | El programa de Ana Rosa                                  | Telecinco |

### Peor cadena
| Año  | Cadena    |
| ---- | --------- |
| 2013 | La 1      |
| 2013 | La 2      |
| 2013 | Antena 3  |
| 2013 | Cuatro    |
| 2013 | Telecinco |
| 2013 | La Sexta  |

### Personalidad televisiva sin ninguna personalidad
| Año  | Presentador    | Programa               | Cadena    |
| ---- | -------------- | ---------------------- | --------- |
| 2014 | Nieves Álvarez | Flash Moda             | La 1      |
| 2014 | Frank Blanco   | Zapeando               | La Sexta  |
| 2014 | Sara Carbonero | Informativos Telecinco | Telecinco |
| 2014 | Ana Blanco     | Telediario             | La 1      |

### Programa corto que aun así se hace demasiado largo
| Año  | Programa                      | Presentador     | Cadena    |
| ---- | ----------------------------- | --------------- | --------- |
| 2014 | Jugones                       | Josep Pedrerol  | La Sexta  |
| 2014 | Corazón                       | Anne Igartiburu | La 1      |
| 2014 | Mujeres y hombres y viceversa | Emma García     | Telecinco |

### Programa del que nunca hemos oído hablar y es normal porque lo ponen en La 2
| Año  | Programa           | Presentador        | Cadena |
| ---- | ------------------ | ------------------ | ------ |
| 2014 | Con mis ojos       | Sophie y Pongo     | La 2   |
| 2014 | La mitad invisible | Juan Carlos Ortega | La 2   |
| 2014 | Cumbres            | Edurne Pasaban     | La 2   |

### Presentador que se agarra a su cadena como una lapa
| Año  | Presentador   | Programa                      | Cadena    |
| ---- | ------------- | ----------------------------- | --------- |
| 2014 | Jordi Hurtado | Saber y ganar                 | La 2      |
| 2014 | Matías Prats  | Antena 3 Noticias             | Antena 3  |
| 2014 | Emma García   | Mujeres y hombres y viceversa | Telecinco |

### Personalidad televisiva que ya no aparece en televisión, aunque tampoco se le ha echado de menos
| Año  | Presentador     |
| ---- | --------------- |
| 2014 | Antonio Hidalgo |
| 2014 | Aída Nízar      |
| 2014 | Leticia Sabater |
| 2014 | Carlos Lozano   |

### Periodista que siempre que abre la boca parece que está dando una exclusiva, pero no
| Año  | Periodista        | Programa                  | Cadena   |
| ---- | ----------------- | ------------------------- | -------- |
| 2014 | Gloria Serra      | Equipo de investigación   | La Sexta |
| 2014 | Nacho Abad        | Espejo público            | Antena 3 |
| 2014 | Mercedes Milá     | Diario de                 | Cuatro   |
| 2014 | François Gallardo | El chiringuito de Jugones | Neox     |

### Servicios informativos de una cadena pública que más desinforman
| Año  | Cadena     |
| ---- | ---------- |
| 2014 | TVE        |
| 2014 | TV3        |
| 2014 | CMT        |
| 2014 | Telemadrid |

### Concursante de telerrealidad con el cerebro más pequeño
| Año  | Concursante   | Programa     | Cadena    |
| ---- | ------------- | ------------ | --------- |
| 2014 | Omar Suárez   | Gran Hermano | Telecinco |
| 2014 | Sonia Borobio | Adán y Eva   | Cuatro    |
| 2014 | Estela        | Adán y Eva   | Cuatro    |

### Programas que más se parecen entre sí
| Año  | Programas                                  | Cadenas              |
| ---- | ------------------------------------------ | -------------------- |
| 2014 | Top Chef / MasterChef                      | Antena 3 / La 1      |
| 2014 | Karlos Arguiñano en tu cocina / Robin Food | Antena 3 / Telecinco |
| 2014 | Tu cara me suena mini / Pequeños gigantes  | Antena 3 / Telecinco |

### Joyas del pensamiento occidental pronunciadas porMariló Montero
| Año  | Frase |
| ---- | --- |
| 2014 | "Los que más sufren la homofobia son los gays, lesbianas, bisexuales y transexuales"                                        |
| 2014 | "La firma de la carta de Asunta es Q. E. P. D."                                                                             |
| 2014 | "Esto de los desahucios no es como con los negritos, que si vamos a darles dinero… Habrá que enseñarles a labrar la tierra" |
| 2014 | "En las esquelas pones INRI o DEP, pero no QEPD"                                                                            |
| 2014 | "Tengo a mi compañera en el río, en el Nilo; Julia, ¿estás ahí? En el Nilo, ¿no?"                                           |

### Peor programa
| Año  | Programa                          | Presentador    | Cadena    |
| ---- | --------------------------------- | -------------- | --------- |
| 2014 | El pueblo más divertido de España | Mariló Montero | La 1      |
| 2014 | T con T                           | Toñi Moreno    | La 1      |
| 2014 | Sábado sensacional                | Ana Obregón    | La 1      |
| 2014 | Mujeres y hombres y viceversa     | Emma García    | Telecinco |

## Jurado
Israel Álvarez, de 20 Minutos – Mariola Cubells, de Cadena Ser – Sergio Espí, de Periodista Digital – Juan Manuel Fernández, de El Confidencial Vanitatis – Rosario Gómez, de El País – Mikel Labastida, de Las Provincias – Mireya Marrón, de Vertele – Alberto Rey, de El Mundo – Delia Rodríguez, de Huffington Post – Borja Teran, de LaInformacion.com /COPE